# 李炘頤
李炘頤（英語：Alina Lee Yan Yi，1991年2月2日—），原名李靜蓮，香港女藝人，2016年參選ViuTV選美節目《美選D.n.A》，進身最後八強，開始為人認識，2020年參與ViuTV選秀節目《全民造星III》，獲得第7名的成績，現有參與ViuTV節目，是該台重點推介的八大藝人之一。

## 簡歷
中五會考後考入香港演藝學院，主修現代舞，畢業後曾任舞蹈員數年，2016年參選ViuTV選美節目《美選D.n.A》，八強止步，及後亦有繼續參與ViuTV節目，亦客串無綫電視劇集《宮心計2深宮計》。2020年，參加了ViuTV選秀節目《全民造星III》，成績為第7名，後以造星囝女(客席主持)身份參與音樂綜藝節目《囝囝囡囡730》。男友為MIRROR成員邱士縉。前任男朋友為《異數者》主角徐澤銘 Marcus。

## 演出作品

### 電影
- 2021年：《假冒女團》

### 電視節目（ViuTV）
- 2016年：《美選D.n.A》參賽者
- 2017年：《Youth有機生活》主持
- 2020年：《全民造星III》參賽者
- 2021年：《囝囝女女730》造星囝女
- 2021年：《ViuTV 5周年：繼續向前》演出
- 2021年：《嫌疑事件簿》演出
- 2021年：《ViuTV 2022》演出
- 2021年：《蟲前有10個女仔》主持
- 2022年：《玩X爆香港地》主持
- 2023年：《跳跳跳台灣旅行團》主持
- 2024年：《公司冇逼我跑馬拉松》

### 電視節目（其他）
- 2018年：《DIVA 華麗之后》主持

### 電視劇（ViuTV）
- 2018年：《Plan B》 飾 雪妍
- 2020年：《黑市—上樓 + 詭聲》 飾 陳姑娘
- 2022年：《IT狗》 飾 Susanna
- 2022年：《940920》飾 文嘉儀
- 2022年：《反起跑線聯盟》 飾 Miss Li
- 2024年：《無人之境》 飾 阿冰
- 2024年：《反起跑線聯盟2》 飾 Miss Li

### 電視劇（無綫電視）
- 2018年：《宮心計2深宮計》 飾 芙蓉

### 網絡電視劇
- 2018年：《暗算天機》 飾 水谷夕子

## 外部連結
- 李炘頤的Facebook專頁
- 李炘頤的Instagram帳戶